# Adriana van Rijndorp
Adriana Theresia van Rijndorp (geboren am 18. Januar 1698 in Den Haag; begraben am 27. Januar 1753 in Oegstgeest) war eine niederländische Schauspielerin und Autorin einer Farce.

## Leben
Adriana van Rijndorp wurde am 18. Januar 1698 in Den Haag als Tochter des Schauspielers und Theaterregisseurs Jacob van Rijndorp (1663–1720) und der Schauspielerin Anna Catharina de Quintana (1668–1755) geboren.
Ebenso wie ihre Schwestern Isabella und Anna Maria war Adriana zunächst Schauspielerin bei der „Compagnie van de Haagse en Leidse Schouwburgen“, der Theatergruppe ihres Vaters. Die Truppe hatte zwei feste Theater, in denen sie auftraten, zudem reisten sie im Sommer und zu Messezeiten durch andere niederländische Orte und auch ins Ausland. Bekannt war sie für ihr „anmutiges“ Aussehen und ihren mutigen Auftritt auf der Bühne ihres Vaters. 1723 veröffentlichte sie die Farce „De driftige minnaars, of Arglistige juffrouw“. Darin fragt die Hauptfigur Adriana fünf Verehrer, welchen Beitrag sie zu einer möglichen Heirat mit ihr leisten werden, und sie kommentiert ihre schmeichelhaften Antworten und schönen Versprechen sofort kritisch. Die Posse wurde in den Theatern Den Haag und Leiden aufgeführt, vielleicht sogar mit Adriana in der Hauptrolle. Eine „Gegenfarce“ tauchte sofort anonym auf: „De arglistige juffer bedroogen, of Gevlugte tooneelspeelster agterhaalt“. Der Autor gibt vor, das Leben von Adriana van Rijndorp zu skizzieren. Sie soll mit ihrem Geliebten ins Ausland geflüchtet sein, doch als er schwanger war, ließ er sie zurück, sodass sie zu ihrer Mutter zurückkehren musste.
Später erzählte auch Jacob Campo Weyerman (1677–1747) in seiner Zeitschrift „Den vrolyke tuchtheer“ von 1730 eine ähnliche Geschichte. Diese nannte er „die vagabundierende Bühnentaube“. Der Wahrheitsgehalt dieser Geschichten ist unbekannt. Ebenso unbekannt ist und wann Adriana den Stallburschen Michiel Lommetzum heiratete. Auf jeden Fall trat sie nach 1730 nie wieder auf der Bühne auf. Möglicherweise lebte sie zu diesem Zeitpunkt bereits in Deutschland, von wo sie irgendwann in den 1740er Jahren allein mit ihrer Tochter Josepha nach Holland zurückkehrte. Damals hieß es, ihre wohlhabende Familie in Leiden habe sie nicht mit offenen Armen empfangen und ihr sogar die Tür verweigert. Adriana wurde nach ihrem Tod im Jahr 1753 unentgeltlich und nicht in Leiden beigesetzt. Im folgenden Jahr starb auch Josepha.